# Cananga odorata
L'ilang-ilang o ylang-ylang (Cananga odorata (Lam.) Hook.f. & T.Thomson) è un albero della famiglia delle Annonaceae dai cui fiori si ricava l'omonima essenza usata in profumeria.

## Etimologia
Il nome ilang-ilang (o ylang-ylang), di origine tagalog, potrebbe derivare dalla parola ilang, che significa regione selvaggia, o da ilang-ilan, ossia non comune, riferibile all'aroma molto particolare.

## Descrizione

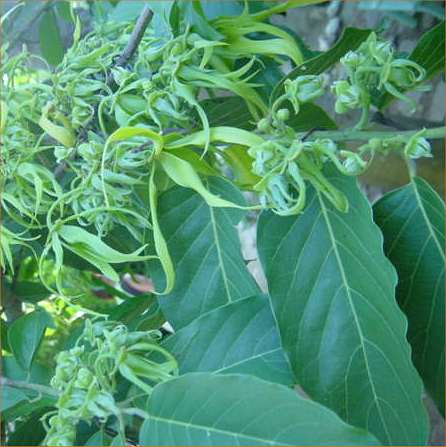
Fiori di ylang-ylang

È un albero a crescita rapida che raggiunge un'altezza media di 12 metri. Le foglie, lucide e scure, sono lunghe e hanno forma lanceolata con margini ondulati. I numerosi e profumatissimi fiori crescono, solitari o riuniti in piccoli grappoli, in autunno e primavera. Sono giallo-verdastri (raramente rosa) e hanno 3-5 petali allungati e arricciati.

## Distribuzione e habitat
L'areale della specie comprende India, Malaysia, Indonesia, Papua Nuova Guinea, Filippine, Australia, isole Salomone e trovate specie anche in Madagascar. 
Cresce in condizioni di pieno sole o semiombreggiatura e preferisce i suoli acidi tipici delle foreste pluviali, suo habitat naturale.

## Riproduzione
La moltiplicazione avviene per seme o per talea. La facile germinazione dei semi ha contribuito ad una vasta diffusione di questa pianta che in alcune zone viene ritenuta un albero infestante.